# Run for Your Life
«Run for Your Life» (с англ. — «Спасайся») — песня группы «Битлз», впервые вышедшая на альбоме Rubber Soul, в котором является завершающей композицией. Авторство песни обозначено как «Леннон/Маккартни», однако основным её автором был Джон Леннон.

## Песня
Текст песни представляет собой достаточно угрожающее обращение к девушке лирического героя. Он обращается к ней как к «детке» (англ. little girl) и довольно агрессивно описывает, что её ждёт, если она уйдёт к другому: «Я бы предпочёл увидеть тебя мёртвой, детка, чем с другим парнем». Эта строчка была заимствована из песни «Baby, Let’s Play House», написанной Артуром Гунтером (Arthur Gunter) и перепетой Элвисом Пресли.
Джон Леннон впоследствии неоднократно заявлял, что это его «наименее любимая песня» из всех песен группы, что он её «ненавидел», что по поводу её написания он жалел больше всего. Однако, по его же заявлениям, эта песня весьма нравилась Джорджу Харрисону.

## Запись песни
Песня была записана 12 октября 1965 года. Это была первая сессия группы, посвящённая альбому «Rubber Soul»; в целом на запись песни ушло четыре с половиной часа.
В записи участвовали:
- Джон Леннон — вокал, акустическая ритм-гитара
- Пол Маккартни — подголоски, бас-гитара
- Джордж Харрисон — подголоски, соло-гитара
- Ринго Старр — ударные, бубен

Британский музыкальный критик Иэн Макдональд негативно отнёсся к качеству записи данной песни, раскритиковав вокальное исполнение и добавив следующий комментарий о гитарных партиях: «Гитарное исполнение (одна из гитар явно расстроена) тоже неровно, пронзительно простое блюзовое соло заставляет думать, будто исполнителем был не Харрисон, а сам Леннон».

## Кавер-версии
- В 1966 году Нэнси Синатра записала кавер-версию песни для своего альбома «Boots».
- Песня перепевалась также некоторыми менее известными исполнителями, такими как Роберт Гордон (Robert Gordon), Джонни Риверс (Johnny Rivers) и Александр Пушной[7][8]; группами Gary Lewis & the Playboys, Thee Headcoatees, The Mojomatics.